# Beazley Group
Beazley Group plc ist ein britisches Unternehmen mit Sitz in London, das im Versicherungsgeschäft tätig ist. Es ist in Europa, den USA, Kanada, Lateinamerika und Asien tätig.
Das Unternehmen hat folgende Segmente:
Cyber & Tech: Versicherung von Datensicherheitsverletzungsrisiken
Executive Risk: Berufshaftpflicht für kleinere und mittlere Unternehmen (KMU), Versicherung von Risiken, die aus Unternehmenskäufen und -fusionen (Mergers & Acquisitions) resultieren, Managementhaftpflicht
Marine: Das Segment zeichnet ein Spektrum von Schiffsklassen, einschließlich Kasko-, Energie-, Fracht- und Spezies-, Piraterie-, Satelliten-, Luftfahrt-, Entführungs- und Lösegeld- sowie Kriegsrisiken.
Political, Accident &: Das Segment versichert Risiken gegen Terrorismus, politischer Gewalt, Enteignung und Kreditrisiken sowie Risiken im Zusammenhang mit Vertragsverletzungen.
Financial Lines: Organ- oder Manager-Haftpflichtversicherung, Prospekthaftungs-Versicherung, Spezialkonzepte für Private-Equity-Gesellschaften und Investment-Manager, Vermögensschaden-Haftpflichtversicherung für
Finanzdienstleister, Vertrauensschaden-Versicherung
Property: beinhaltet gewerbliche und hochwertige Wohngebäudeversicherungen
Reinsurance: Vertragsrückversicherungslösungen
Specialty Lines: Versicherungen für kleine und mittlere Unternehmen
Die Umsätze verteilten sich in 2002 auf folgende geographische Regionen: Vereinigtes Königreich 83,2 %, USA 12,1 %, Europa 4,6 %
Das Unternehmen ist an der Londoner Börse gelistet und Teil des FTSE 100 Index.

## Geschichte
Die Beazley Group wurde 1986 als Beazley, Furlonge & Hiscox gegründet und 1992 von Andrew Beazley und Nicholas Furlonge aufgekauft. Im Laufe von drei Jahrzehnten hat sich Beazley von einem spezialisierten Lloyd’s-Syndikat, das Geschäfte ausschließlich aus der Beazley-Box bei Lloyd’s in London abwickelt, zu einem globalen Versicherer entwickelt.